# Разновысокие брусья
Разновысо́кие бру́сья — спортивный снаряд, применяемый в спортивной гимнастике у женщин (у мужчин используются параллельные брусья). Состоит из двух горизонтальных жердей, расположенных на разной высоте. По сути представляет собой сдвоенный снаряд «перекладина» из мужской гимнастики (как пара перекладин, соединённых между собой специальными креплениями). Брусья отличаются от перекладины, в частности, бо́льшим диаметром жерди (4 см вместо 2,8 см) и её материалом (дерево, а не сталь).
- Высота верхней жерди — 241 см
- Высота нижней жерди — 161 см
- Диаметр жерди — 4 см
- Длина жерди — 240 см
- Диагональные расстояния между жердями — 130—180 см

## Эволюция снаряда
В 1950-х годах расстояние между жердями было крайне мало. Это не позволяло гимнасткам выполнять сложные элементы, и комбинации состояли из простых подъёмов, оборотов, перемахов малой амплитуды.
В конце 1960-х годов расстояние между жердями несколько увеличилось. Также применяли новый тип крепления жердей (растяжки, как на перекладине). Благодаря этому гимнастки смогли значительно расширить арсенал элементов в своих комбинациях.
В середине 1980-х годов комбинации гимнасток настолько усложнились, что Международная федерация гимнастики (FIG) приняла решение ещё больше развести жерди друг от друга, что превратило снаряд «брусья» в две перекладины. Гимнастки смогли теперь исполнять большие обороты, используя мужскую технику (без прогиба на подъёме в стойку и не беря большую «кипу» на спаде).
Также разведение брусьев позволило гимнасткам исполнять более сложные перелёты с одной жерди на другую.
Благодаря разведению жердей комбинации гимнасток на брусьях всё больше приближаются по сложности к комбинациям гимнастов на перекладине, но также это привело к тому, что целый ряд элементов полностью исчез из арсенала гимнасток, так как они были характерны именно для сведённых близко жердей.

## Содержание и композиция упражнений на брусьях
Упражнение должно состоять из различных структурных групп элементов:
- наскок
- обороты и махи (большие обороты, отмахи, обороты не касаясь, обороты с перемахами, обороты в упоре стоя)
- полётные элементы (элементы со сменой жердей, контрперелёты, перелёты и подлёты на одной жерди)
- соскок

## Структурные группы элементов

### I. Наскоки
Начало комбинации. Может быть как простым приходом в вис на одной жерди или подъёмом разгибом, двумя и т. д., так как и сложным (сальто, переворот, прыжок с перемахом или в стойку на руках).

### II. Элементы махом назад и обороты не касаясь
Сюда входят различные элементы отмахом из упора. Это могут быть как простые отмахи в стойку (с поворотом и без), так и элементы с одной жерди на другую (типа сальто вперёд с нижней жерди на верхнюю), а также перелёты и подлёты-сальто на одной жерди (типа сальто Команечи).
Следующий класс элементов в данной структурной группе — это обороты не касаясь или на жаргоне «перешмыги». Могут выполняться как на одной жерди в стойку на руках (с поворотами и без), так и со сменой жерди (перелёт Шапошниковой и т. д.). Также сюда входят махи дугой из упора не касаясь с нижней жерди и лётом в вис на верхней.

### III. Элементы большим махом
Это различные повороты большим махом вперёд и назад без полного большого оборота («санжировки» и подлёты с поворотом в вис), так и большие обороты назад и вперёд (с поворотами и без).
К элементам большим махом относятся различные перелёты и подлёты как на одной жерди (Ткачёва, Гингера и т. д.), так со сменой жердей (сальто Пак и т. д.).

### IV. Обороты с перемахами, или штальдеры
Так называемые «закладки» (или «штальдеры», от фамилии швейцарского гимнаста Йозефа Штальдера) — это обороты из угла вне или виса согнувшись ноги врозь/вместе в стойку на руках. Могут быть усложнены поворотами и добавлением перелёта или подлёта. Элементы с фазой полёта могут выполняться как на одной жерди (из штальдера перелёт Ткачёва), так и со сменой жерди.

### V. Обороты в упоре стоя и элементы в висе сзади
Данная структурная группа включает самые различные элементы. Сюда входят обороты стоя, как в стойку на руках, так и без. Обороты с упорой о живот с перемахами и без. Элементы в висе сзади (от подъёма назад, до больших оборотов назад в висе сзади). Элементы могут выполняться как на одной жерди, так и со сменой жердей. Большинство элементов крайне редко встречается в арсенале ведущих гимнасток мира.

### VI. Соскоки
Концовка комбинации может быть выполнена как без использования сальто (дугой, срывом, оборотом и т. д.), так и с использованием различных типов сальто (махом вперёд или назад, из оборотов срывом или дугой и т. д.). Соскок может усложняться как поворотом, так и контрвращением.

## Эволюция комбинаций гимнасток на разновысоких брусьях

### 1950-е
Комбинации 1950-х годов на брусьях были малодинамичны и состояли из простых подъёмов — разгибом, двумя вперёд и назад, переворотом, а также из оборотов в упоре спереди и сзади. Это обусловлено тем, что жерди были сведены настолько близко, что ни о какой амплитуде движений речи идти не могло.
Соскоки представляли собой простые полуперевороты со стойки на руках или «заножку». Иногда соскок мог принимать вид сальто вперёд или назад из упора стоя на нижней жерди.

### 1960-е
В 1960-е годы расстояние между жердями несколько увеличили. Соответственно к концу 1960-х годов комбинации гимнасток значительно прибавили в динамике, стали намного сложней, а по числу элементов увеличились в два-три раза.
Основное отличие комбинаций 1960-х от 1950-х годов — это динамика. Гимнастка больше не делает ненужных пауз между элементами. Комбинация постоянно в движении. Идёт чередование подъёмов, оборотов и поворотов.
Сами подъёмы не сильно изменились, но качество их исполнения, безусловно, претерпело перемены. Тот же подъём назад уже делается с активным разгибом назад от жерди, подъём двумя вперёд исполняет с перемахом ноги врозь в каждой программе. Более того, гимнастки освоили переходы от н.ж. к в.ж. и наоборот, чего мы не видели в 1950-е. Эти переходы представляют собой срывы из оборотов назад в висе согнувшись или из упора сзади, а также угла вне или же более сложный вариант перехода — с н.ж. из оборота назад стоя дуга вперёд в вис на в.ж., а в том числе и с поворотом на 180.
Гимнастки используют в комбинациях до селе неиспользуемые повороты в висе — «санжировки», то есть повороты махом вперёд на 180 градусов. Кроме того, санжировки используются и из упора стоя.
Чешская гимнастка Вера Чаславска вставляет в свою программу ещё более интересный элемент — из упора спереди отмах с подлётом и поворотом на 360 градусов в вис.
Соскоки в корне изменились. Теперь они представляют собой дугу вперёд из оборота стоя с поворотом на 180 или без него. Или же соскок срывом из оборота назад в упоре спереди.

### 1970-е
В 1970-е гимнастика продолжает развиваться и бурными темпами. Выдающейся гимнасткой 1970-х годов безусловно является советская спортсменка Ольга Корбут. В 1972 году она включает в свою комбинацию сверхновый и сложный элемент — «петлю Корбут». Эта новинка представляет собой сальто назад из положения стоя на в.ж. в вис на в.ж. Также Ольга исполняет более сложные элементы со сменой жердей и соскок сальто назад прогнувшись из положения стоя на в.ж. через н.ж.
К середине 1970-х годов гимнастки совершают просто революционный прорыв в развитии комбинаций на брусьях, причём по всем направлениям.
Наскоки становятся всё более разнообразными. Теперь это не просто наскок в вис, а с разбега прыжок на мостик, а с него сальто вперёд с касанием бёдрами н.ж. в вис на в.ж. или переворот от н.ж. в вис на в.ж.
Элементы со сменой жердей становятся не просто обязательной «обузой», но и вносят существенный вклад в сложность программы. К примеру, гимнастки исполнят из упора спереди отмах и сальто вперёд в вис на в.ж. Сальто исполняется как лицом к в.ж., так и спиной к в.ж. (сальто Радохлы). С в.ж. на н.ж. гимнастки переходят сложными вариантами срывов. К примеру, из оборота назад прогнувшись в упоре сзади или из оборота назад углом вне в стойку на н.ж.
Следующим важнейшим шагом, который впоследствии определил развитие гимнастики на брусьях в целом, стало выполнение элементов в стойку на руках. В 1976 году таким элементами стали как отмах из упора, так и сложный оборот назад не касаясь в стойку.
Значительно усложнились и элементы с фазой полёта. Уже в середине 1970-х гимнастки начали исполнять так называемую «дугу Бурды». Любовь Бурда уже в 1970 году исполняет оборот назад стоя и санжировку с поворотом на 360, то есть общий поворот составлял 540 градусов. Впоследствии гимнастки достигли больших высот в виртуозном исполнении этого сложного элемента.
Также отметим выдающуюся румынскую гимнастку Надю Команечи, которая показала в 1976 году сверхсложный элемент. Из упора спереди отмах и сальто вперёд ноги врозь в вис, что послужило началом эры полётных элементов на брусьях разной высоты.
Уровень сложности соскоков вырос в несколько раз. Теперь это оригинальные контрсальто вперёд после дуги вперёд из оборота стоя, которые чуть позже стали исполняться в положении согнувшись, а также с поворотами на 180 и 360 градусов.
Надя Команечи выполняет интересную модификацию данного соскока, выполнив в дуге поворот на 180, а затем сальто назад. В 1978 году Стэффи Крэкер исполняет соскок Команечи с поворотом на 360 градусов.
Также практикуются соскоки с отталкиванием бёдрами от в.ж. и сальто назад с поворотом на 180 и 360 градусов.
Многие гимнастки берутся за исполнение соскоков лётом из упора спереди с поворотом на 360 градусов.
Уже через год гимнастика на брусьях ещё более разительно изменяется. Гимнастки начинают пробовать исполнять все элементы через стойку на руках. К примеру, в 1977 в комбинации выдающейся советской гимнастки Натальи Шапошниковой уже есть большой оборот назад. Выполняется он по особой технологии, обусловленной небольшим расстоянием между жердями. Гимнастке приходится сильно складываться на спаде со стойки, а затем подъём в стойку осуществлять через прогиб в спине.
Также Наталья исполняет сложнейший для тех времён «перелёт Шапошниковой», представляющий собой оборот назад не касаясь с н.ж. в вис на в.ж. А соскок также крайне необычен. Если все гимнастки выполняли соскоки, которые описаны чуть выше, то Наталья исполнят «мужской» соскок двойным сальто назад в группировке.
К концу 1970-х гимнастки в массах выполняют большие обороты, усложняют их перемахом ноги врозь (штальдер), делают сложные отмахи в стойку с поворотами. Комбинация всё больше начинает походить на комбинацию гимнастов на перекладине.
Это обусловлено ещё и тем, что к концу 1970-х гимнастки осваивают перелёт Ткачёва, который Александр Ткачёв выполнил в 1977 году, сальто Йегера, отталкиванием от н.ж. животом, а также предножку и перелёт Воронина, лёт ноги врозь с поворотом на 180° в вис.
А вот сальто Корбут, которое к 1978 году было использовано в комбинациях многих сильнейших гимнасток, перешло в разряд запрещённых к использованию элементов. Отметим, что в элементах типа сальто Корбут гимнастки проявляли изобретательность. К примеру, Елена Мухина исполнила его с поворотом на 360, а также была версия Корбут вперёд. То есть из положения стоя сальто вперёд с поворотом на 180 в вис.
Отметим сложнейший соскок Елены Мухиной. Он представлял собой оборот назад в упоре (а позднее был исполнен и из упора не касаясь) срыв в лёт вперёд через жердь и контрсальто назад в группировке. К сожалению, этот соскок был единичным явлением и вскоре окончательно исчез из арсенала гимнасток. Но потенциал его далеко не исчерпан.

### 1980-е
Комбинации гимнасток в 1980-х вышли на совершенно новый качественный уровень. А дело в том, что в конце 1980-х брусья ещё развели (увеличили расстояние между жердями). То есть до середины 1980-х комбинации гимнасток ещё можно назвать комбинациями на брусьях, то после — это уже программа на двух перекладинах. Но обо всём по порядку.
Комбинации гимнасток начала 1980-х отличаются от конца 1970-х тем, что гимнастки в массах начинают насыщать программы всеми возможными элементами через стойку как на в.ж., так уже и на н.ж. Практически в комбинации каждой гимнастки можно встретить оборот не касаясь в стойку на в.ж. и н.ж., штальдер, реже эндо.
Переход с н.ж. на в.ж. осуществляется как правило «модным» подъёмом двумя вперёд ноги вместе или врозь с отпусканием рук. В обратный сторону переходы различны. От срывов из висов согнувшись, так и махом назад лёт назад в вис.
В основном все силы гимнасток направлены на изучение элементов с фазой полёта. Теперь уже практически не встретишь предножки или сальто Йегера отталкиванием от н.ж. — гимнастки окончательно переходят на полноценное выполнение этих элементов из виса.
Если перелёт Ткачёва в 1979 году могли исполнить 5-6 гимнасток высшего уровня, то в начале 80-х — это уже норма. Правда, путь к истинному перелёту Ткачёва долог и труден и будет продолжаться ещё долго. Дело в том, что гимнастки, по сути, выполняли «псевдоткачёв». То есть они делали высокий мах вперёд, а затем просто спад назад разведя ноги. Нет тут ни контртемпа, как в настоящем ткачёве, ни перемаха ногами над грифом. Эволюция этого элемента была долгой и трудной.
Также заметим, что к 1983 году гимнастки в массовом порядке выполняли не только сальто Йегера, но и сальто Делчева. Это интересно тем, что мужчины отказались от делчевского сальто практически сразу и перешли на сальто Гингера. А вот гимнастки все 80-е упорно делали это сальто. Но с 1990-х годов и оно «вымерло» из их комбинаций. Отдельного внимания заслуживает комбинация Натальи Юрченко 1983 года. Она уже тогда сумела включить в комбинацию чисто мужскую сложную связку из перелёта Ткачёва и сразу в темп сальто Делчева.
Соскоки всё больше становятся похожими на соскоки мужчин на перекладине. Наиболее распространённым является соскок двойным сальто назад в группировке или двойной пируэт назад.
К середине 1980-х комбинации не сильно меняются по своему построению. Но некоторые элементы программы безусловно становятся сложнее.
Например, наскоки. Гимнастки всё чаще начинают экспериментировать со сложными наскоками. К примеру, исполняются наскок сальто вперёд на в.ж. как со стороны в.ж. так и через н.ж., аналогично с наскоком рондат — твист или наскок Елены Гуровой фляк с поворотом на 360 на н.ж.
Элементы со сменой жердей также усложняются именно в массах. К примеру, достаточно часто (особенно в исполнении советских гимнасток) можно встретить перелёт Шапошниковой с н.ж. на в.ж., а с в.ж. на н.ж. гимнастки перелетают как правило санжировкой. Более того, можно увидеть и сложнейший (особенно если учитывать небольшую ширину между жердями) перелёт с в.ж. на н.ж. с использованием сальто назад в группировке (в исполнении Оксаны Омельянчик 1985 года). В положении, прогнувшись это сальто станет завсегдатаем в комбинациях практически всех гимнасток 90-х и далее, и будет именовано как сальто Пак.
К элементам с фазой полёта добавляется ткачёв, но выполненный после штальдера — впервые был выполнен Ханой Рицной, или оригинальный, редкий и очень сложный перелёт Елены Шушуновой. Он представляет собой поворот на 360, состоящий из двух поворотом на 180, и ткачёв, а если быть точным, лёт назад ноги врозь. Это была попытка исполнения перелёта Ткачёва с поворотом на 360°, но применительно к разновысоким брусьям.
В 1988 году советская гимнастка Светлана Козлова на союзных соревнованиях демонстрирует уникальный элемент — тройное сальто назад в соскок, в международных правилах он появится лишь по истечении десяти лет в исполнении мексиканской гимнастки Брэнды Маганы.

### 1990-е
Комбинации гимнасток 1990-х годов сильно эволюционируют по сравнению с 1980-ми. Конечно, большую роль здесь сыграло то, что брусья были разведены ещё больше, и появилась возможность ещё полнее использовать потенциал элементов, исполняемых большим махом.
Но это конечно не всё. После Олимпиады 1992 года правила были изменены. И помимо сложных элементов, стали цениться связки элементов (пусть и не максимально трудных) между собой. Это привело к перемене внешнего вида комбинации и вывело её на ещё один качественный уровень.
Если говорить о 1992 годе, то это был последний год при котором гимнастки «жили по старому». Конечно, все спортсменки выжимали из своих комбинаций всё, что было возможно. Практически у всех в комбинации было по два элемента с фазой полёта. Как правило, Ткачёва и Делчева, но были и исключения. Например, корейская спортсменка Ким Кван Сок продемонстрировала просто безумное соединение перелёта Ткачёва и контрсальто вперёд в вис (в мужской гимнастике сальто Сяо Жуйчжи / Маринича).
Элементы со сменой жерди — это, как правило, перелёт Шапошниковой или обратный ему оборот не касаясь, но изнутри жердей с поворотом на 180.
Соскок уже на порядок более сложный. У многих гимнасток это двойное сальто назад в группировке с поворотом на 360, выполненный впервые Оксаной Чусовитиной в 1991 году, или двойное сальто назад прогнувшись.
Уже с 1993 года гимнастки начинаются поисками новых типов соединения элементов. к примеру, «в моду» входит соединение сальто Йегера или перелёта Ткачёва с сальто Пак с в.ж. на н.ж.. Или популярность имеет связка из вертушки Чусовитиной (большой оборот назад с прыжком и поворотом на 360) и каким-нибудь лётовым элементом, например, сальто Гингера или перелёта Ткачёва.
Но самым выдающимся мастером сложных соединений элементов является звезда российской гимнастики Светлана Хоркина. Она исполняет в комбинации сразу несколько соединений. К примеру, в 1997 году после штальдера с поворотом на 360 выполняет сразу же большой оборот назад с поворотом на 540 и сразу же свой коронный перелёт Маркелова. А её вторая связка послужит и для последующих поколений гимнасток отличным примером простоты и гениальности задумки — после оригинального большого оборот назад с прыжком и поворотом на 540 идёт сальто Пак, затем сразу же штальдер на н.ж. и сразу же её второй именной элемент — перелёт Хоркиной или Шапошниковой с поворотом на 180 градусов.

## Олимпийские чемпионки в упражнениях на брусьях
- 1952 — Маргит Коронди, Венгрия
- 1956 — Агнеш Келети, Венгрия
- 1960 — Полина Астахова, СССР
- 1964 — Полина Астахова, СССР
- 1968 — Вера Чаславска, Чехословакия
- 1972 — Карин Янц, ГДР
- 1976 — Надя Команечи, Румыния
- 1980 — Макси Гнаук, ГДР
- 1984 — Ма Яньхун, Китай, Джулианна Макнамара, США
- 1988 — Даниэла Силиваш, Румыния
- 1992 —Лю Ли, Китай
- 1996 — Светлана Хоркина, Россия
- 2000 — Светлана Хоркина, Россия
- 2004 — Эмили Ле Пеннек, Франция
- 2008 — Хё Кесин, Китай
- 2012 — Алия Мустафина, Россия
- 2016 — Алия Мустафина, Россия
- 2020 — Нина Дервал, Бельгия

## Чемпионки мира в упражнениях на брусьях
- 1954 — Агнеш Келети, Венгрия
- 1958 — Лариса Латынина, СССР
- 1962 — Ирина Первушина, СССР
- 1966 — Наталья Кучинская, СССР
- 1970 — Карин Янц, ГДР
- 1974 — Анне-Лора Цинке, ГДР
- 1978 — Патриция Фредерик, США
- 1979 — Макси Гнаук, ГДР
- 1981 — Макси Гнаук, ГДР
- 1983 — Макси Гнаук, ГДР
- 1985 — Габриэле Фенрих, ГДР
- 1987 — Даниела Силиваш, Румыния, и Дёрте Тюммлер, ГДР
- 1989 — Фан Ди, КНР
- 1991 — Ким Кван Сок, КНДР
- 1993 — Шеннон Миллер, США
- 1994 — Лу Ли, Китай
- 1995 — Светлана Хоркина, Россия
- 1997 — Светлана Хоркина, Россия
- 1999 — Светлана Хоркина, Россия
- 2001 — Светлана Хоркина, Россия
- 2003 — Холи Висе и Челси Меммел, обе США
- 2005 — Настя Люкина, США
- 2006 — Элизабетт Твиддл, Великобритания
- 2007 — Ксения Семёнова, Россия
- 2009 — Хё Кесин, Китай
- 2010 — Элизабетт Твиддл, Великобритания
- 2011 — Виктория Комова, Россия
- 2013 — Хуан Хуэйдань, Китай
- 2014 — Яо Цзыи, Китай
- 2015 — Фань Илинь, Китай;  Виктория Комова, Россия; Дарья Спиридонова, Россия; Мэдисон Кошан, США
- 2017 — Фань Илинь, Китай